# Karl Maria Schilling

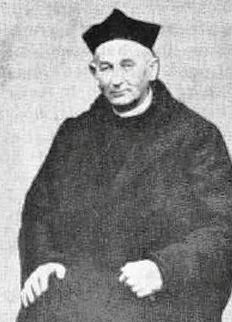
Karl Maria Schilling als Ordenspriester der Barnabiten

Karl Maria Schilling, auch Charles-Joseph-Marie Schilling (* 9. Juni 1835 als Carl Halfdan Schilling in Christiania, Norwegen; † 2. Januar 1907 in Mouscron, Belgien), war ein norwegischer Maler der Düsseldorfer Schule und Ordenspriester der Barnabiten in Aubigny-sur-Nère, Turin, Monza und Mouscron. Papst Paul VI. ernannte ihn am 19. September 1968 zum ehrwürdigen Diener Gottes.

## Leben
Schilling wurde als Sohn des Kavallerie-Offiziers Gottlieb Christopher Adolph Schilling (1795–1886) und dessen Ehefrau Eleonora Sophie Catharine Berg (1811–1845) in eine lutherische Familie mit militärischen Berufstraditionen geboren. Mit sieben oder acht Jahren wurde er zwecks Schulbesuchs zur Großmutter nach Christiania geschickt. Als er zehn Jahre alt war, starb seine Mutter 34-jährig. In Christiania ging er auf die Domschule und zeigte dort früh ein Interesse und Talent für die Malerei. So ging er 15-jährig zum Maler Johan Fredrik Eckersberg in die Lehre. Auch bei Joachim Frich bekam er Privatunterricht. 1853, im Alter von 18 Jahren, reiste er nach Düsseldorf. Von 1854 bis 1857 studierte er Malerei an der Kunstakademie Düsseldorf. Dort waren Josef Wintergerst, Karl Ferdinand Sohn, Christian Köhler und Heinrich Mücke seine Lehrer. Außerdem nahm er in Düsseldorf Privatunterricht bei dem deutsch-amerikanischen Historienmaler Emanuel Leutze. Wegen seiner guten Laune und seines stattlichen Wuchses bekam Schilling von den Künstlern der skandinavischen Malerkolonie Düsseldorfs bald den Spitznamen „Der schöne Norweger“.
Über die tiefkatholische Düsseldorfer Familie Eitel, in deren Haus Schilling verkehrte, kam er 1854 mit dem Katholizismus in Berührung. Er begann sodann, die Katechese durch einen Priester zu empfangen. Dieser stellte einen Kontakt zur Ordensgemeinschaft der Töchter vom heiligen Kreuz her, die das Theresien-Hospital der Stadt leiteten. Deren Oberin, Émilie Schneider, übte einen großen Einfluss auf ihn aus. Ihrem Gebet wird zugeschrieben, dass Schilling am 11. November 1854 zur römisch-katholischen Kirche konvertierte und seine erste heilige Kommunion empfing. Durch sie kam er auch mit der Bruderschaft St. Vinzenz in Verbindung, einer Gruppe religiös-karitativer Künstler, unter ihnen Ernst Deger, Andreas und Karl Müller sowie Andreas und Oswald Achenbach. In norwegischer Nationaltracht trug Schilling das Banner der Bruderschaft bei einer Wallfahrt zur Kevelaerer Gnadenkapelle voran.
Bis 1860 hatte Schilling ein Atelier in Düsseldorf. Von dort aus unternahm er Studienreisen innerhalb Deutschlands, insbesondere nach München. Dann kehrte er nach Norwegen zurück. Eine Zeit lang besuchte er seinen Bruder, der Förster in der Finnmark war, und jagte Rentiere. 1864 gründete er mit den Barnabiten Johan Daniel Paul Stub (1814–1892), Cesare Tondini (1839–1907) und Carlo Giovanni Moro (1827–1904), alle drei Priester von St. Olav, in Christiania die St.-Vinzenz-Gesellschaft (St. Vincentforeningen), deren erster Vorsitzender er wurde. Gespräche mit Stub ließen Schilling im Sommer 1867 zu dem Wunsch gelangen, ebenfalls ein Barnabit zu werden. Als Schilling im Juni 1868 mit dem Schiff zu seinem Noviziat nach Frankreich aufbrach, warf er im Oslofjord symbolisch Pinsel und Palette von Bord.
Die Reise in sein künftiges Leben als Ordensmann führte über Düsseldorf und Paris nach Aubigny-sur-Nère, wo er beim Eintritt in die dortige Klostergemeinschaft den Namen Charles-Joseph-Marie annahm. Nach anfänglichen Schwierigkeiten mit seiner Gesundheit und beim Erlernen der französischen Sprache legte er am 21. November 1869 sein erstes Gelübde und am 18. Dezember 1872 sein endgültiges Gelübde ab. Am 20. Dezember 1873 wurde er zum Diakon geweiht, am 18. Dezember 1875 zum Priester. Aufgrund eines antiklerikalen Gesetzes vom 29. März 1880 hatten die Barnabiten von Aubigny-sur-Nère am 5. September 1880 ihr Kloster zu schließen. Nach kurzem Aufenthalt in Turin ging Schilling 1880 nach Monza, wo er sieben Jahre blieb und Italienisch lernte. Als die Barnabiten in Mouscron im belgischen Hennegau einen neuen Konvent gründeten, wechselte Schilling dorthin. Trotz seines schlechten Französisch war Schilling in der Kirche des Orts ein gefragter Beichtvater. Sein spirituelles und karitatives Engagement brachte ihm dort den Ruf ein, ein „heiliger Priester“ zu sein. Im Sommer 1906 brach er im Beichtstuhl zusammen. Am 2. Januar 1907 starb er. Jahre danach war seine bescheidene Zelle das Ziel von Pilgern, ebenfalls seine Grabstätte, die am 6. August 1924 geöffnet und am 24. März 1936 in eine Seitenkapelle der Kirche von Mouscron verlegt wurde. Am 22. November 1946 wurde das Verfahren seiner Seligsprechung eröffnet, das am 19. September 1968 zur Verleihung des Ehrentitels ehrwürdiger Diener Gottes (venerabilis Dei servus) durch Papst Paul VI. führte.

## Werke (Auswahl)
Schilling malte Genrebilder und Porträts, meist aber Landschaften. Seine Bilder finden sich im Nationalmuseum Oslo, im Bergen Kunstmuseum, in der Bergen Billedgalleri, in Göteborgs Konstmuseum, in Museen in München sowie im Privatbesitz. Viele seiner Bilder sind nicht signiert.
- Parti fra Christianiafjorden, ausgestellt 1864 in Bergens Kunstforening
- Tesfossen, ausgestellt 1866 in der Stockholm Kunstforening
- Fra Romsdalen, ausgestellt 1868 in der Christiania Kunstforening 1868, Privatbesitz